# Ісаков Володимир В'ячеславович
Володимир В'ячеславович Ісаков  (рос. Владимир Вячеславович Исаков, 28 лютого 1970) — російський стрілець, олімпійський медаліст.

## Виступи на Олімпіадах
| Олімпіада           | Дисципліна                  | Місце |
| ------------------- | --------------------------- | ----- |
| Атланта 1996        | пневматичний пістолет, 10 м | 12T   |
| Афіни 2004          | пневматичний пістолет, 10 м | 3     |
| Пекін 2008          | довільний пістолет, 50 м    | 3     |
| Лондон 2012         | довільний пістолет, 50 м    | 10    |
| Ріо-де-Жанейро 2016 | пневматичний пістолет, 10 м | 31    |